# Susannah Doyle
Susannah Doyle (* 5. Juli 1966) ist eine britische Schauspielerin, die vor allem durch ihre Rollen als Joy Merryweather in „Drop The Dead Donkey“ und als Avril Burke in „Ballykissangel“ bekannt wurde.

## Leben
Susannah Doyle ist eine Tochter des irischen Schauspielers Tony Doyle. Sie studierte an der London Academy of Music and Dramatic Art.
Ihr TV-Durchbruch kam 1991 mit der Rolle der Joy, der intelligenten Sekretärin als Gegenstück zu ihrem Chef, in der Channel-4-Komödie „Drop The Dead Donkey“. Weitere TV-Rollen folgten, darunter zwei Episoden von „Soldier“ und „A Touch of Frost“ 1997.
Als ihr Vater im Jahr 2000 starb, fragten die Produzenten von „Ballykissangel“, ob sie sich der Besetzung anschließen würde. Sie hatte Bedenken, ob sie damit emotional zurechtkäme, übernahm aber die Rolle von Avril Burke.
2001 spielte sie auch in einer Folge von „Cold Feet“ und in einer von „Pie in the Sky“. 2010 trat sie in der Folge „Your Sudden Death Question“ der Serie Lewis – Der Oxford Krimi auf. 2012 trat sie in einer Folge der Polizeikomödie „Vexed“ auf. Seit 2001 verfolgt sie parallele Karrieren als Drehbuchautorin und Schauspielerin. 2016 trat sie in „Shut Up and Dance“ auf, einer Episode der Anthologieserie „Black Mirror“, 2019 in dem Film "The Last Vermeer."

## Filmografie (Auswahl)
- 1989: The Bill (Fernsehserie, 1 Folge)
- 1993: Die Abenteuer des jungen Indiana Jones (The Young Indiana Jones Chronicles, Fernsehserie, 1 Folge)
- 1994: Der Aufpasser (Minder, Fernsehserie, 1 Folge)
- 2002: About a Boy oder: Der Tag der toten Ente (About a Boy)
- 2004: Inspector Barnaby (Midsomer Murders, Fernsehserie, 1 Folge)
- 2010: Lewis – Der Oxford Krimi (Lewis, Fernsehserie, 1 Folge)
- 2012: Vexed (Fernsehserie, 1 Folge)
- 2016: Black Mirror (Fernsehserie, 1 Folge)
- 2017: Death in Paradise (Fernsehserie, 1 Folge)
- 2018: Humans (Fernsehserie, 2 Folgen)
- 2019: The End of the F***ing World (Fernsehserie, 1 Folge)
- 2019: The Last Vermeer
- 2021: Vigil – Tod auf hoher See (Vigil, Fernsehserie, 1 Folge)